# ラ・アルデア・デ・サン・ニコラス
ラ・アルデア・デ・サン・ニコラス（La Aldea de San Nicolás）は、スペイン・カナリア諸島州ラス・パルマス県にあるムニシピオ（基礎自治体）。グラン・カナリア島の西部にある。

## 地理
グラン・カナリア島の西部に位置し、自治体の外周の半分以上は海岸となっている。また、街の南部は非常に起伏に富んだ地形となっているため、人口のほとんどは街の北部にある内陸で生活している。また、島の中心地であるラス・パルマス・デ・グラン・カナリアからは直線距離にして70.9km2ほど離れている。

## 人口
| ラ・アルデア・デ・サン・ニコラスの人口推移 1900－2021   |
|                                                         |
| 出典:INE（スペイン国立統計局）1900年 - 1991年、1996年 - |